# Bonaire Express
Bonaire Express era uma companhia aérea com sede em Bonaire, Holanda. Sua base principal estava em Bonaire, com foco nas cidades de Aruba e Curaçao.

## História
A companhia aérea foi fundada em 2003 e iniciou suas operações em 18 de agosto de 2003.
Em 30 de abril de 2005, a BonairExel foi fundida com a Curaçao Express e os assets e funcionários das duas empresas foram transferidos, os quais, juntos, formaram a Dutch Antilles Express.
O Embraer 145 foi planejado para ser usado para voar para os Estados Unidos, mas foi considerado muito pequeno em tamanho e espaço para bagagem.

## Frota
A frota da Bonaire Express consistia nas seguintes aeronaves (Janeiro de 2005):
| Aeronaves         | Em Serviço | Ordens | Passageiros | Notas |
| ----------------- | ---------- | ------ | ----------- | ----- |
| ATR 42-320        | 4          | –      | 46          |       |
| ATR 42-500        | 1          | –      | 48          |       |
| Embraer ERJ 145MP | 1          | 1      | 49          |       |
| Total             | 6          | 1      |             |       |